# Architektura 8-bitowa
Architektura 8-bitowa – architektura procesora, w której główne przetwarzanie (przesyłanie i arytmetyka) i przechowywanie danych odbywa się na 8 bitach.
Oznacza to, że za każdym odczytem lub zapisem do pamięci operacyjnej komputera oraz w wewnętrznych transferach procesora używa się 8-bitowych porcji informacji. W systemach 16-, 32- czy 64-bitowych używa się odpowiednio co najwyżej 16-, 32- i 64-bitowych porcji danych.
8 bitów pozwala na określenie do 28 = 256 różnych informacji, co jest stanowczo za mało przy adresowaniu pamięci komputera, dlatego procesory 8-bitowe, mają zazwyczaj 16-bitową szynę adresową (16-bitowy adres pamięci) - czyli każda z komórek ma adres wyrażony za pomocą 16 bitów (np. MOS 6502, Z80, 8080). Przy 16 bitach przestrzeń adresowa rośnie do 64 kilobajtów (216). Procesory te mają zazwyczaj też rejestry 16-bitowe używane do adresowania pamięci oraz instrukcje umożliwiające wykonywanie prostych przeliczeń na tych rejestrach (zwiększanie, zmniejszanie, dodawanie).
Pierwszym szeroko stosowanym procesorem 8-bitowym był Intel 8080, stosowany na przełomie lat 70. i 80. XX w. Stosowane były też układy Z80 (kompatybilny z 8080), 6800 oraz 6502, które znalazły szerokie zastosowanie w komputerach domowych i grach wideo w latach 70. i 80. XX wieku.
Wiele z 8-bitowych procesorów, mikrokontrolerów lub komputerów jest realizowanych współcześnie w pojedynczym układzie scalonym.